# Tour de Langkawi 2004
Il Tour de Langkawi 2004, nona edizione della corsa, si svolse dal 6 al 15 febbraio su un percorso di 1251 km ripartiti in 10 tappe. Fu vinto dal colombiano Freddy González della Colombia-Selle Italia davanti al sudafricano Ryan Cox e al belga Dave Bruylandts.

## Tappe
| Tappa  | Data        | Percorso                            | km    | Vincitore di tappa  | Leader cl. generale |
| ------ | ----------- | ----------------------------------- | ----- | ------------------- | ------------------- |
| 1ª     | 6 febbraio  | Bayan Baru > Taiping                | 112   | Tappa neutralizzata |                     |
| 2ª     | 7 febbraio  | Ipoh > Tanah Rata                   | 151,6 | Marlon Pérez        | Marlon Pérez        |
| 3ª     | 8 febbraio  | Tapah > Raub                        | 171,2 | Brett Lancaster     | Freddy González     |
| 4ª     | 9 febbraio  | Hulu Kelang > Tampin                | 147,8 | Sean Sullivan       | Freddy González     |
| 5ª     | 10 febbraio | Melaka > Melaka (cron. individuale) | 18    | Eric Wohlberg       | Marlon Pérez        |
| 6ª     | 11 febbraio | Muar > Johor Bahru                  | 175,2 | Ivan Quaranta       | Marlon Pérez        |
| 7ª     | 12 febbraio | Pontian > Melaka                    | 166,7 | Luciano Pagliarini  | Marlon Pérez        |
| 8ª     | 13 febbraio | Port Dickson > Shah Alam            | 96,4  | Luciano Pagliarini  | Marlon Pérez        |
| 9ª     | 14 febbraio | Kuala Lumpur > Genting Highlands    | 131,6 | Ruber Marín         | Freddy González     |
| 10ª    | 15 febbraio | Kuala Lumpur > Dataran Merdeka      | 80,4  | Guillermo Bongiorno | Freddy González     |
| Totale | Totale      | Totale                              | 1251  |                     |                     |

## Dettagli delle tappe

### 1ª tappa
- 6 febbraio: Bayan Baru > Taiping – 112 km Tappa neutralizzata

### 2ª tappa
- 7 febbraio: Ipoh > Tanah Rata – 151,6 km

| Pos. | Corridore       | Squadra    | Tempo    |
| ---- | --------------- | ---------- | -------- |
| 1    | Marlon Pérez    | Colombia   | 3h42'50" |
| 2    | Freddy González | Colombia   | a 47"    |
| 3    | Ryan Cox        | Barloworld | a 1'12"  |

| Pos. | Corridore       | Squadra    | Tempo    |
| ---- | --------------- | ---------- | -------- |
| 1    | Marlon Pérez    | Colombia   | 6h17'45" |
| 2    | Freddy González | Colombia   | a 55"    |
| 3    | Ryan Cox        | Barloworld | a 1'22"  |

### 3ª tappa
- 8 febbraio: Tapah > Raub – 171,2 km

| Pos. | Corridore         | Squadra     | Tempo    |
| ---- | ----------------- | ----------- | -------- |
| 1    | Brett Lancaster   | Panaria     | 4h03'59" |
| 2    | Gordon Fraser     | Health Net  | a 33"    |
| 3    | Gert Vanderaerden | Mr Bookmak. | s.t.     |

| Pos. | Corridore       | Squadra    | Tempo     |
| ---- | --------------- | ---------- | --------- |
| 1    | Freddy González | Colombia   | 10h23'14" |
| 2    | Ryan Cox        | Barloworld | a 27"     |
| 3    | Marlon Pérez    | Colombia   | s.t.      |

### 4ª tappa
- 9 febbraio: Hulu Kelang > Tampin – 147,8 km

| Pos. | Corridore     | Squadra    | Tempo    |
| ---- | ------------- | ---------- | -------- |
| 1    | Sean Sullivan | Barloworld | 3h20'17" |
| 2    | Devis Miorin  | De Nardi   | s.t.     |
| 3    | Mike Sayers   | Health Net | a 1'03"  |

| Pos. | Corridore       | Squadra    | Tempo     |
| ---- | --------------- | ---------- | --------- |
| 1    | Freddy González | Colombia   | 13h45'00" |
| 2    | Ryan Cox        | Barloworld | a 27"     |
| 3    | Marlon Pérez    | Colombia   | s.t.      |

### 5ª tappa
- 10 febbraio: Melaka > Melaka (cron. individuale) – 18 km

| Pos. | Corridore     | Squadra    | Tempo  |
| ---- | ------------- | ---------- | ------ |
| 1    | Eric Wohlberg | Canada     | 21'38" |
| 2    | Marlon Pérez  | Colombia   | a 13"  |
| 3    | John Lieswyn  | Health Net | a 21"  |

| Pos. | Corridore       | Squadra       | Tempo     |
| ---- | --------------- | ------------- | --------- |
| 1    | Marlon Pérez    | Colombia      | 14h07'18" |
| 2    | Héctor Guerra   | Relax-Bodysol | a 32"     |
| 3    | Freddy González | Colombia      | a 42"     |

### 6ª tappa
- 11 febbraio: Muar > Johor Bahru – 175,2 km

| Pos. | Corridore           | Squadra    | Tempo    |
| ---- | ------------------- | ---------- | -------- |
| 1    | Ivan Quaranta       | F. Pinzolo | 3h39'20" |
| 2    | Luciano Pagliarini  | Lampre     | s.t.     |
| 3    | Guillermo Bongiorno | Panaria    | s.t.     |

| Pos. | Corridore       | Squadra  | Tempo     |
| ---- | --------------- | -------- | --------- |
| 1    | Marlon Pérez    | Colombia | 17h46'38" |
| 2    | Héctor Guerra   | Relax    | a 32"     |
| 3    | Freddy González | Colombia | a 42"     |

### 7ª tappa
- 12 febbraio: Pontian > Melaka – 166,7 km

| Pos. | Corridore          | Squadra    | Tempo    |
| ---- | ------------------ | ---------- | -------- |
| 1    | Luciano Pagliarini | Lampre     | 3h49'10" |
| 2    | Gordon Fraser      | Health Net | s.t.     |
| 3    | Graeme Brown       | Panaria    | s.t.     |

| Pos. | Corridore       | Squadra  | Tempo     |
| ---- | --------------- | -------- | --------- |
| 1    | Marlon Pérez    | Colombia | 21h35'48" |
| 2    | Héctor Guerra   | Relax    | a 36"     |
| 3    | Freddy González | Colombia | a 46"     |

### 8ª tappa
- 13 febbraio: Port Dickson > Shah Alam – 96,4 km

| Pos. | Corridore          | Squadra    | Tempo    |
| ---- | ------------------ | ---------- | -------- |
| 1    | Luciano Pagliarini | Lampre     | 2h01'03" |
| 2    | Enrico Degano      | Barloworld | s.t.     |
| 3    | Graeme Brown       | Panaria    | s.t.     |

| Pos. | Corridore       | Squadra  | Tempo     |
| ---- | --------------- | -------- | --------- |
| 1    | Marlon Pérez    | Colombia | 23h36'51" |
| 2    | Héctor Guerra   | Relax    | a 36"     |
| 3    | Freddy González | Colombia | a 46"     |

### 9ª tappa
- 14 febbraio: Kuala Lumpur > Genting Highlands – 131,6 km

| Pos. | Corridore       | Squadra     | Tempo    |
| ---- | --------------- | ----------- | -------- |
| 1    | Ruber Marín     | Colombia    | 3h37'15" |
| 2    | Freddy González | Colombia    | s.t.     |
| 3    | Dave Bruylandts | Ch. Jacques | a 37"    |

| Pos. | Corridore       | Squadra     | Tempo     |
| ---- | --------------- | ----------- | --------- |
| 1    | Freddy González | Colombia    | 27h14'46" |
| 2    | Ryan Cox        | Barloworld  | a 48"     |
| 3    | Dave Bruylandts | Ch. Jacques | a 1'54"   |

### 10ª tappa
- 15 febbraio: Kuala Lumpur > Dataran Merdeka – 80,4 km

| Pos. | Corridore           | Squadra    | Tempo    |
| ---- | ------------------- | ---------- | -------- |
| 1    | Guillermo Bongiorno | Panaria    | 1h38'06" |
| 2    | Gregory Henderson   | Health Net | s.t.     |
| 3    | Matteo Carrara      | Lampre     | s.t.     |

| Pos. | Corridore       | Squadra     | Tempo     |
| ---- | --------------- | ----------- | --------- |
| 1    | Freddy González | Colombia    | 28h52'52" |
| 2    | Ryan Cox        | Barloworld  | a 48"     |
| 3    | Dave Bruylandts | Ch. Jacques | a 1'54"   |

## Classifiche finali

### Classifica generale
| Pos. | Corridore          | Squadra     | Tempo     |
| ---- | ------------------ | ----------- | --------- |
| 1    | Freddy González    | Colombia    | 28h52'52" |
| 2    | Ryan Cox           | Barloworld  | a 48"     |
| 3    | Dave Bruylandts    | Ch. Jacques | a 1'54"   |
| 4    | Tiaan Kannemeyer   | Barloworld  | a 1'55"   |
| 5    | Nicholas White     | Sudafrica   | a 2'12"   |
| 6    | Ruber Marín        | Colombia    | a 2'22"   |
| 7    | Marlon Pérez       | Colombia    | a 2'30"   |
| 8    | David George       | Barloworld  | a 2'31"   |
| 9    | Kurt Van De Wouwer | Mr Bookmak. | a 4'06"   |
| 10   | Roland Green       | Canada      | s.t.      |